# 禤姓
禤又作𧝁，為一個漢字姓氏。該姓氏不屬於《百家姓》，較為罕見。

## 字源
「禤」或由「儇」的異體字「翾」訛變而來。《集韻·僊韻》：「儇，姓也，黃帝之後。」《路史·後紀五·黃帝上》：「（黃帝）子二十五，別姓者十二：祈、酉、滕、箴、任、苟、釐、結、儇、依及二紀也，餘循姬姓。」《荀子·不苟》「喜則輕而翾」注：「與儇同。急也。」為此姓氏造字時，將「翾」的「罒」和「羽」共置於右側，左側「睘」所從之「衣」省變作「衤」（即𧝁字），又訛作「礻」（即禤字）。今《通用規範漢字表》以「禤」為規範漢字。

## 起源（一）
源於姬姓，出自人文始祖黃帝的後代北宮儇（禤），屬於以先祖官職（第二代宰官；祭官）為符號，以祖先姓氏讀音為發音。傳説，禤氏起源於黃帝之後北宮儇（禤），其後裔在虞夏朝時期封有禤國。周武王姬發滅殷商之後，方國也隨之滅亡，禤氏人向四處遷移，後來遷移到齊國境內，居於今山東青州府民籍。後從唐朝末年（安史之亂），隨著躲避戰亂的遷徙大流向長江以南遷移，當時南遷的一百四十三個姓氏中，禤氏赫然在列。移居於廣東南雄珠璣巷一帶，南宋鹹淳年間（公元1265～1274年），又由南雄珠璣巷遷居廣州府屬南海縣三江都、豐湖坊。即現在的三水，後再分遷、居於福建、清遠等地。
以青州和南越郡為郡望。方國滅亡後向四處遷移，後來遷移到齊國。居於山東青州府，南遷的143姓中，禤姓赫然在列，移居於廣東。到了元末明初之時，廣東三水等地的禤姓人或做生意，或為避兵禍或因到廣西為官等原因而遷到廣西定居。
元、明年間，居住於廣東三水等地的禤氏族人又因經商、求生而留居於廣東的清遠、佛崗、陽山、連南、連州（待考）、連山、乳源、肇慶、高要、懷集、廣寧、雲浮、鬱南、封開、羅定、德慶、花都、從化、廉江（待考）、恩平、陽江、陽西、信宜、廣州、江門、珠海（中山）等地，及廣西橫縣、梧州、玉林、桂平，後因避兵禍、求生又有遷居鐘山英家，靈山等各地，或出任廣西為官等原因，而逐漸遷到廣西各地區紮根定居。

## 起源（二）
禤姓始祖純旺公系東漢愛國名將馬援的裨將。在漢光武帝時，建武十七春(公元41年)隨馬援南徵交趾(今越南)。純旺公，黃萬定(均系山東青州人)，授命為馬部前鋒，因戢功卓著，於次年得勝還軍馬授將公等人之戰功一一申報皇上，皇上召見純旺公當面封賞。公說:為何未聽見賜我姓什麼氏。皇曰：賜「禤」字。因禤字左邊是衣，故取不衣邊，石邊是帽。古代帽稱冠冕，所以「禤」是取冠冕字之上頭剖分四;又因武將的頭盔大多插有羽毛，雉雞尾。所謂雉尾高挑。故曰加上羽毛，便是「禤」字的右邊。又因原來的「禤」字易之人們錯讀成「榻」字的發音，是時，公感已不姓，雖改也取個牽字之音以表示禤要(牽)著牛，永不拋棄牛，這是字組成後的讀音來由傳說。

## 分布
主要分布在漢族廣府民系中，在臺灣、澳門、廣東、廣西、香港、馬來西亞、澳洲以及美國皆有分佈。

## 外部連結
- 寶智華〈有人姓「禤」　怪姓人人不會唸〉（蘋果日報） （页面存档备份，存于）